# Tomaž Medvar
Tomaž Medvar, slovenski glasbenik, bobnar, športni trener in radijski voditelj, * 12. december 1983, Maribor. 

## Življenje in delo
Rodil se je 12. decembra 1983 v Mariboru, kjer je najprej obiskoval OŠ Bratov Polančičev, nato pa Srednjo trgovsko šolo Maribor, danes Srednjo šolo za trženje in dizajn. Študiral je na Ekonomsko-poslovni fakulteti Univerze v Mariboru, študij pa nadaljeval na Pedagoški fakulteti Univerze v Mariboru, kjer je diplomiral iz športnega treniranja. 
Njegova ljubezen do nogometa ga sicer ni pripeljala do dela v svoji stroki, pač pa v radijske vode. Leta 2016 se je prijavil na izobraževalni program Radia City, ki ga je uspešno zaključil in postal radijski voditelj. Njegovo delo na radiu se je več let odražalo skozi nagradno igro Kviz brez Googla, sicer pa je del dua Fras & Medvar Show. Leta 2023 se je z večino radijskih kolegov z Radia City preselil na novoustanovljeni radio, Toti Radio, ki je začel oddajati 1. septembra 2023. Tudi tukaj ostaja del dua Fras & Medvar Showa.

## Glasbeno ustvarjanje
Njegova ljubezen do glasbe je vzplamtela že v ranem otroštvu, ko sta z bratom dobila otroški sintetizator. Bobne je igral že v otroških letih, uradno pa prvič v svoji prvi osnovošolski glasbeni skupini Karma, leta 1997. V srednji šoli je bil kot tenor del pevskega zbora Vocalis, s katerim so izdali en božični CD. Leta 1999 se je kot bobnar pridružil skupini Caddies, leta 2002 pa skupini Low Value, s katero so izdali dva albuma. Svojo bobnarsko glasbeno pot je nadaljeval v skupini Trash Candy, ki ga je medse sprejela leta 2014, trenutno pa od leta 2019 bobna v mariborski skupini Alo!Stari. 